# Хутка
Хутка (слч. Hutka) насељено је мјесто са административним статусом сеоске општине (слч. obec) у округу Бардјејов, у Прешовском крају, Словачка Република.

## Становништво
| Година:    | 1994. | 2004.    | 2014.   | 2024.    |
| ---------- | ----- | -------- | ------- | -------- |
| Број људи: | 99    | 89       | 88      | 97       |
| Разлика:   |       | -10,10 % | -1,12 % | +10,22 % |

| Година:    | 2023. | 2024.   |
| ---------- | ----- | ------- |
| Број људи: | 96    | 97      |
| Разлика:   |       | +1,04 % |

Према подацима о броју становника из 2024. године насеље је имало 97 становника.